# 東部國家公園
東部國家公園是多明尼加共和國的國家公園，位於該國東部，處於伊斯帕尼奧拉島，面積419平方公里，始建於1975年9月16日，在2001年11月21日被聯合國教科文組織列入世界遺產預備名錄。